# Martin Luther und die Türken

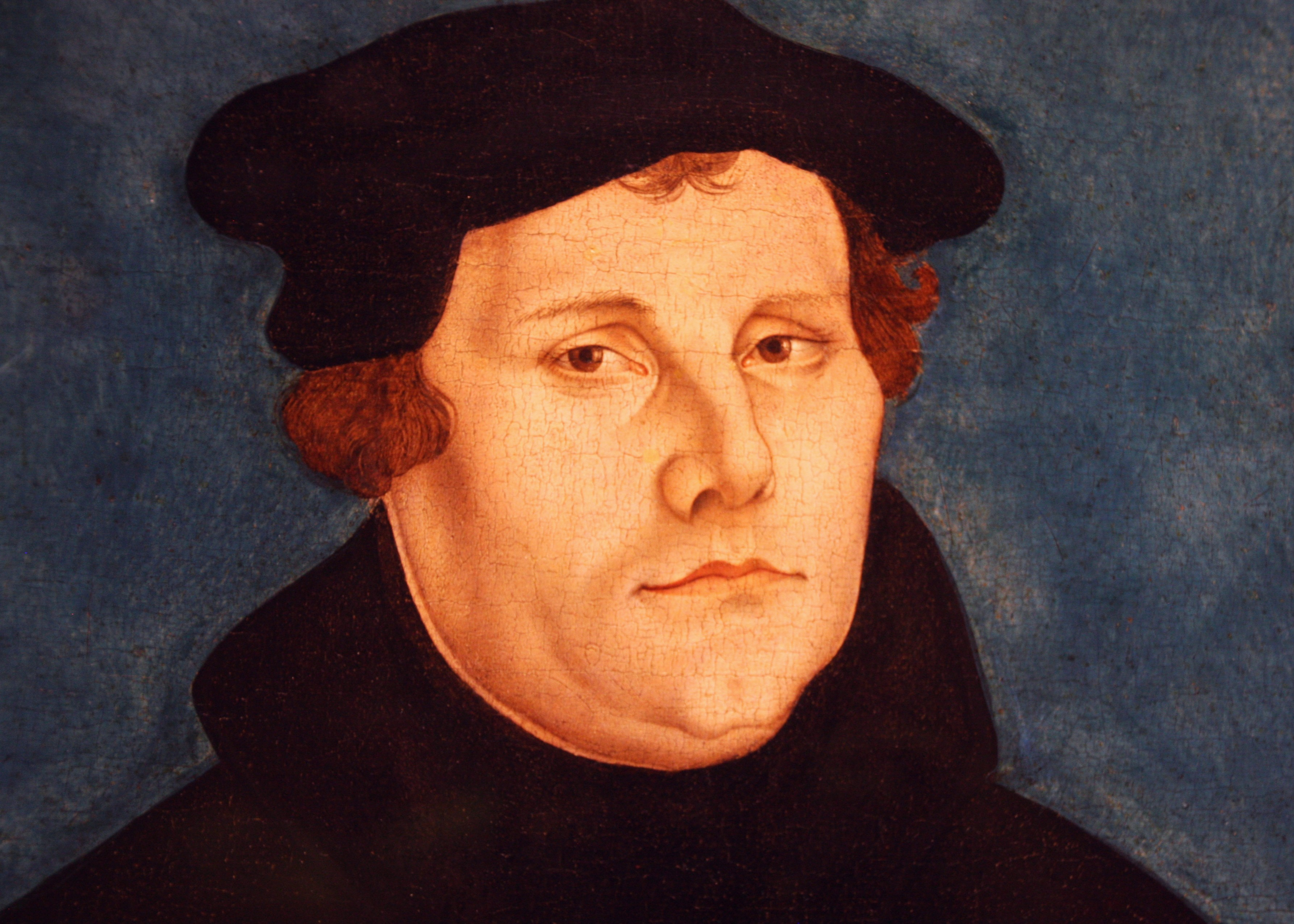
Martin Luther (Lucas Cranach der Ältere, 1529)

Das Verhältnis Martin Luthers zu den Türken findet sich in einigen Schriften, Reden und Vergleichen dargestellt. Luther wies häufiger auf die Türken und den Koran hin, um die Unterschiede zwischen Christentum und Islam zu verdeutlichen, aber auch um die Bedrohung durch die Türken zu erklären. Gemeint hat er das Volk im Osmanischen Reich (1299–1922), welches im täglichen Sprachgebrauch als „Türken“ bezeichnet wurde, und verknüpfte untrennbar den Koran mit den Türken und umgekehrt. Dieses unterstrich er, wenn er sagte: „Die Türken kennen die Bibel, aber bleiben ihr völlig fremd“. Er plädierte für den ungehinderten Zugang zum Koran und forderte, dass sich jeder Gelehrte ein Bild von dieser fremden Religion und Kultur machen solle. Zwischen 1526 und 1541 bedrohten die Osmanen Westeuropa und trotzdem hatte Luther eine differenzierte Haltung gegenüber den Türken. Er lehnte einen Kreuzzug ab und blieb bei seiner Überzeugung, „dass die Türken nicht wegen ihres Glaubens angegriffen werden sollten“. Seiner Meinung nach sollten die Christen sich um ihr eigenes Leben kümmern und eher den Papst bekämpfen, als die Türken anzugreifen. Bereits seit den 1520er Jahren hatte sich Luther zur Türkengefahr geäußert und obwohl er keinen Kontakt mit Muslimen hatte, besaß er gute Kenntnisse über den Islam. Er sah den Islam aber nicht nur aus einem negativen Blickwinkel, er hob auch die positiven Eigenschaften hervor, zu denen er „Treue, Freundlichkeit und Ehrlichkeit“ zählte. Es war ein Schock für das Heilige Römische Reich Deutscher Nation, als im Herbst 1529 türkische Streitkräfte vor Wien standen. Das Vorrücken der Türken nahm Martin Luther zum Anlass, drei sogenannte Türkenschriften zu verfassen: Vom Kriege wider die Türken (1528, WA 30,2; 107–148), Heerpredigt wider die Türken (1530, WA 30,2; 160–197) und Vermahnung zum Gebet wider den Türken (1541, WA 51, 585–625). Er reagierte damit auf eine mögliche Bedrohung des Abendlandes, verstand den Türkenangriff als Strafe Gottes und forderte zur kriegerischen Gegenwehr, nicht zum Angriff, auf.

## Zeitgeschichtlicher Hintergrund
Sultan Süleyman I. versuchte als erster osmanischer Herrscher, Wien zu erobern. Unter ihm erreichte das Osmanische Reich seine größte Ausdehnung. Seit längerer Zeit waren die Osmanen die vorherrschende Macht im östlichen Mittelmeer. 1520 dehnte es seinen Einflussbereich auch auf den westlichen Teil aus, wo es Venedig verdrängte. 1521 eroberten sie Belgrad und ein großer Teil des Adels und der Bauern in Serbien, Bosnien und der Herzegowina hatten sich den neuen Herrschern gebeugt und waren nun zum Islam übergetreten. Ungarn wurde 1526 erobert und machte 1529 den Weg nach Wien frei. Die Belagerung mussten die Osmanen unverrichteter Dinge abbrechen und zogen sich zurück. 1532 begann Süleyman einen zweiten Versuch Wien zu erobern. Die Truppen wurden zurückgeworfen und bei der Schlacht im Fahrawald vernichtend geschlagen.

## Gegen Papsttum und Türken
In einem gewissen Umfang wurde Luther zum Nutznießer dieser Bedrohung. Kaiser Karl V. (1500–1558) musste alle seine Kräfte bündeln und sich auf die Gegenwehr konzentrieren. Da er auch die Stände und Fürsten einbeziehen musste, zeigte sich der Kaiser gegenüber den aufkommenden Religionsfragen kompromissbereit und nahm auf konfessionelle Zugehörigkeit keine Rücksicht. Die Reformation und Luther konnten so von der Gefahr der Türken profitieren. Die osmanische Bedrohung verbreitete nicht nur bei Martin Luther Angst und Schrecken, sie sorgte insgesamt für eine Zukunftsangst des Abendlandes. Luther verurteilte die Expansionskriege der Türken als eine weltliche Herrschaft des Islam und sagte gleichzeitig, dass die Türken Diener des Teufels seien. Den regierenden Kaiser forderte er auf für „Sicherheit, Ruhe und Stabilität zu sorgen“ und gegen die Bedrohung einzuschreiten. Später verschoben sich die Aspekte. Luther meinte nun zwei Mächte erkannt zu haben, die gegen das Christentum vorgehen, nämlich das Papsttum und die „Türken“; und die Erfolge der osmanischen Heere interpretierte er als Gottesstrafe. Den Koran kannte Luther wie fast alle christlichen Zeitgenossen lange Zeit nur vom Hörensagen, erst im Februar 1542 bekam er eine Handschrift der lateinischen Koranübersetzung des Robert von Ketton zu Gesicht, die Luther jedoch als „übel verdolmetscht“ empfand. Dennoch setzte er sich im folgenden Jahr für den Druck und die Veröffentlichung der Übersetzung durch Johannes Oporinus und Theodor Bibliander in Basel ein. Die Schlussfolgerung seiner Beschäftigung mit dem Islam lautete, „dass hinter den Eroberungskriegen der Osmanen nicht die Kraft Christus stehe und dass der Islam den Erlösertod Christi leugne“.

## Charakterisierung der Türken
Luther war neugierig und zeigte sich hoch interessiert an den Riten und der Kultur der Türken. 1530 wurde das Büchlein Libellus de ritu et moribus Turcorum veröffentlicht. Luther äußerte sich in einer Vorrede zum Charakter der Türken. Dieser Libellus war von dem Dominikaner Georg von Ungarn verfasst worden, der Sitten und Gebräuche der Türken einem christlichen Publikum näher bringen wollte. Mit seiner Vorrede wollte Luther die allgemeinen Kenntnisse über den Koran erweitern. Da er bisher nur zwei Texte über den Koran kennen gelernt hatte – dies waren die Confutatio Alkorani des Dominikaners Ricoldo da Monte di Croce aus dem Jahre 1300 und die Cribratio Alkorani des Nikolaus von Kues – wollte er die bisherigen Betrachtungen ins rechte Licht stellen. Seine Charakterisierung ließ ihn aber nicht den Blick auf den Charakter der Deutschen verlieren. So stellte er gegenüber, dass die Deutschen im Übermaß essen und trinken, während die Türken durch Mäßigung auffallen. Weiterhin kommt er zu folgender Unterscheidungen zwischen Deutschen und Türken, nämlich, dass die ersteren luxuriöse Bekleidung lieben und die zweiten bescheiden auftreten, nicht schwören und keine extravaganten Gebäude bauten. Er zeigte Verständnis für die türkischen Patriarchen… „und obwohl solche Ehe nicht eine Ehe vor Gott, sondern mehr ein Schein ist denn eine Ehe, halten sie damit ihre Frauen in einem solchen Zwang und schönen Gebärden, sodass bei ihnen nicht solcher Vorwitz, Üppigkeit, Leichtfertigkeit und anderer überflüssiger Schmuck, Kost und Pracht bei den Frauen herrscht wie bei uns“. Als negativen Bestandteil bezeichnete er, dass sich die Türken allzu schnell scheiden lassen, zur Vielweiberei neigten und „französische und sodomitische Unkeuscheit“ trieben.

## Vom Kriege wider die Türken
Nachdem sich das westliche Europa mit der osmanischen Großmacht auseinandersetzen musste, wurde die Veröffentlichung sogenannter „Türkischer Bücher“ forciert, mit denen die Leser über die Türken und den Islam informiert werden sollten. Luther verfasste seine erste „Türkenschrift“ 1528; sie hieß Vom Kriege wider die Türken und wurde 1529 veröffentlicht. Zu seinem ersten Traktat kann zusammenfassend festgestellt werden, dass er (…)„Seine politische Theorie der zwei Reiche und drei Stände – der säkularen Ordnung, der Geistlichkeit und des Haushalts – auf die türkische Frage anwandte.“ Getreu seiner Ablehnung eines Kreuzzugs rechtfertigte er vorsichtig den Krieg mit der Begründung, die Türken stürzten die drei Stände: Sie bedrohen die säkulare Obrigkeit mit „Mord“, indem sie die Christen militärisch angriffen, sie seien „Lügner“, die die Schrift falsch auslegten, und sie achteten die „Hauszucht“ nicht, indem sie zehn oder zwanzig Frauen hätten. Diese allgemein bekannten Vorwürfe gegen den Islam dienten Luther zur Unterstützung seiner Theorie und als Argument für einen Widerstandskrieg, der kein Glaubenskrieg werden sollte. Gleichzeitig nutzt er seine Argumente zu Angriffen auf das Papsttum und unterstellte dem Papst, „dass der Türkenkrieg bisher als Vorwand zum Kassieren von Ablassgeldern missbraucht würde“. Er sah, wie schon erwähnt, die türkische Bedrohung als Strafe Gottes und befürchtete einen Weltuntergang.

## Heerpredigt wider die Türken
Seine zweite Türkenschrift hieß Heerpredigt wider die Türken, sie wurde 1530 veröffentlicht. Dieses Traktat war nun eine reale Aufforderung zum Krieg gegen die Türken und verband die Türkenbedrohung mit einer Gefahr, die vom Papst ausginge. Beide Mächte bezeichnet er als vorausgesagte Tyrannen, die das Ende der Welt ankündigten. Er wiederholte, dass man gegen die Türken keinen Glaubenskrieg führen solle, und verwies, trotz der türkischen Gräueltaten, auf die christliche Barmherzigkeit. Aber, so führt er weiter aus, soll im Verteidigungskampf „mit Freuden die Faust regen und getrost dreinschlagen“ werden. Den in türkische Gefangenschaft geratenen Christen riet er, die weltliche Macht zu respektieren und in Glaubensfragen nicht nachzugeben. Gleichzeitig warnte er die Christen, sie sollten sich von dem „strengen religiösen Leben der Muslime nicht zu sehr imponieren lassen. Denn das alles sei nichts als Gesetzesfrömmigkeit und Werkgerechtigkeit“. Den Soldaten empfahl er, dass sie sich vor dem Kampf gegen die Türken durch Buße und Gebet geistlich rüsten sollten. diesem Türkenbrief griff Luther auf die Offenbarung des Johannes zurück, indem er die Türken als die „Vierte Posaune“ (Offb 8,12 ) beschrieb und das Verhalten in der Gefangenschaft mit dem Verhalten der beiden Tiere verglich (Offb 13,10 ). So heißt es dann auch:

„So mus das daraus folgen, das der Türck ym Römischen keisertum sein wird und ym vierden thier mus begriffen sein.(…)Weil aber zu dem Türcke dennoch so gros und mechtig ist und ym Römischen reich sitzen sol, mussen wir yhn ynn dem selbigen suchen und unter den hörnern des vierden thiers finden.“

Er schürte eine gewisse Weltuntergangsstimmung, nannte den Papst Antichrist und sah ihn als den eigentlichen Hauptfeind und ursächlichen Übeltäter an. Die Türken waren aus seiner Sicht nur gesandte Geißeln, um die Christen für ihre Sünden zu bestrafen.

## Vermahnung zum Gebet wider den Türken
Ein weiterer Versuch, Wien einzunehmen, begann 1541. Zuvor war der ungarische König Johann Zápolya (1487–1540) gestorben und im selben Jahr wurde die ungarische Stadt Ofen durch die Truppen des osmanischen Heeres eingenommen. Kurfürst Johann Friedrich I. (1503–1554) bat Luther und Johannes Bugenhagen, angesichts der erneuten massiven Bedrohung, einen weiteren Türkenbrief zu verfassen. Hierzu schrieb er:

„…so begern wir mit sonderlicher genedigem vleiß, Ir wollet den predigen in unserm churfurstenthumb zu Sachsen, in Eur superatendenz gehorig, furderlich und unverzuglich befehlen, das sie das volk in allen predigten zu dem gebete obberurten des Turken furstehend nodt und tirannisch handlung halben mit hochstem ernst wollen ermanen…“

Daraufhin gab Luther im September 1541 das Traktat Vermahnung zum Gebet wider den Türken heraus. Gleichzeitig hatte er eine Übersetzung und Neuauflage der Confutatio Alcorani vorgelegt.
In der Vermahnung erklärte Luther nochmals die türkische Bedrohung zu einer Fügung Gottes und lehnte weiterhin einen Kreuzzug ab. An die Obrigkeit gerichtet unterstrich er nochmals deren Pflicht, einen Verteidigungskrieg zum Schutze des Abendlandes zu führen. Sein Rat an die Christen lautete, dass sie nun endlich anfangen sollten, Gottes Güte zu vertrauen, denn sie wüssten ja auch, wo das geschehe, könne ihnen weder der Türke noch der Teufel etwas anhaben.

## Kampflied

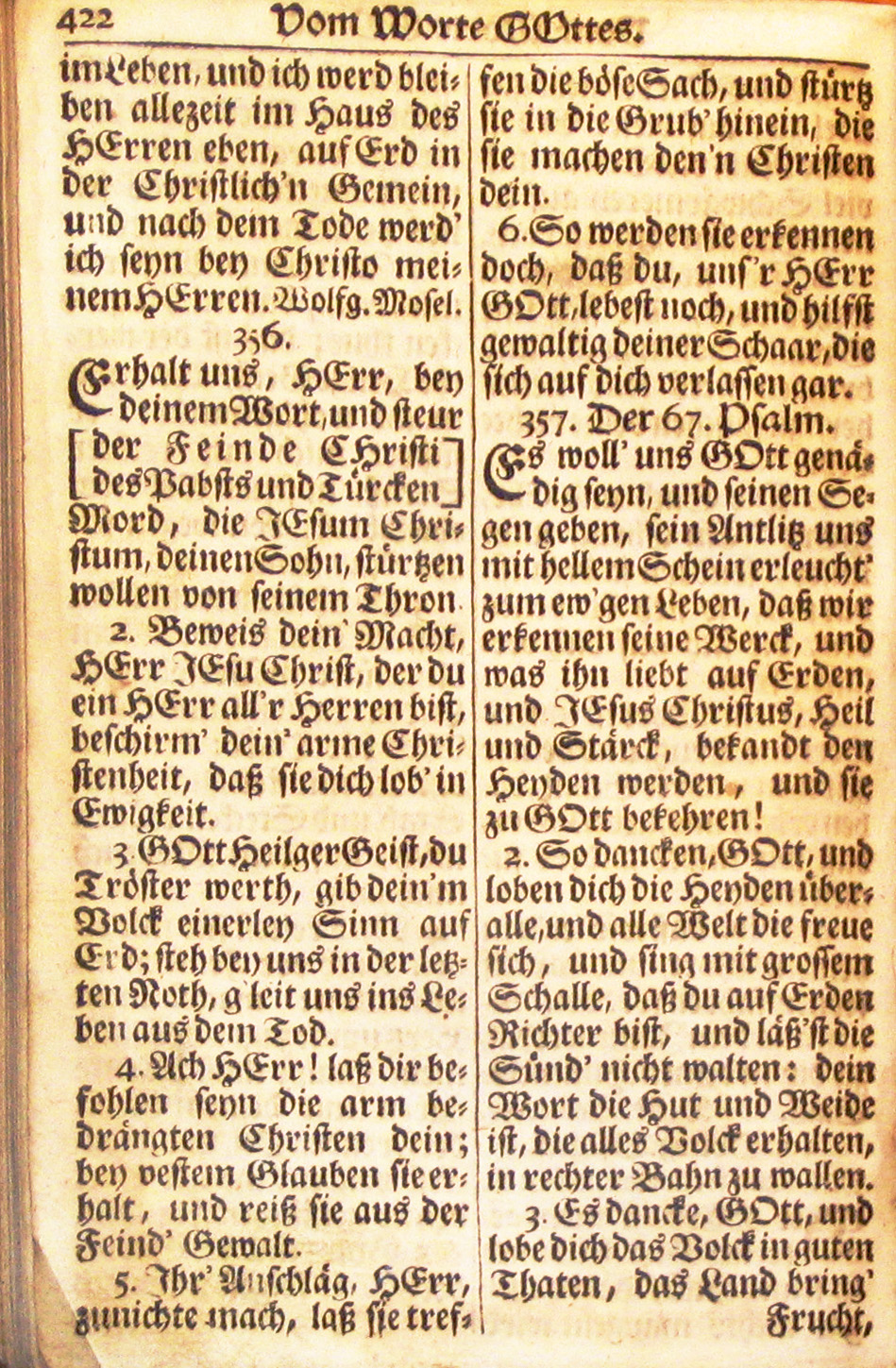
Sechsstrophige Fassung des Magdeburger Gesangbuchs mit überschriebener 2. Zeile. Mitte 19. Jh.

Das Kirchen- und Kinderlied Erhalt uns, Herr, bei deinem Wort wurde von Luther 1541 veröffentlicht. Es erschien mit dem Zusatz „Ein Kinderlied, zu singen wider die zween Ertzfeinde Christi und seiner heiligen Kirchen, den Bapst und Türcken“. Begleitet wurde dieses Lied durch Propagandabilder. Es galt, in Verbindung mit den von Luther verfassten Türkenbriefen und dem Streit mit dem Papst, als ein umstrittenes evangelisches Kirchenlied und wurde zwischenzeitlich an einigen Stellen entschärft.

## Rezeption
Im Frühjahr des Jahres 1518 war der päpstliche Legat Tomasso de Vio, bekannt unter dem Namen Thomas Cajetan, auf dem Reichstag in Augsburg. Diese Mission war sein erster diplomatischer Auftrag, denn er versuchte die deutsche Unterstützung für einen Kreuzzug gegen die Osmanen zu gewinnen. Diesem Ersuchen widersprach Luther in seinen Türkenschriften und trat für einen Verteidigungskrieg ein. Ein weiterer Befürworter zu einem Kreuzzug war Philipp I. von Hessen (1504–1567), er drängte die Evangelischen sich für die Pläne des Kaisers zu entscheiden, mit der Aussicht die Reformation zuzulassen. Und trotzdem wandte sich Luther gegen jede Aussicht auf einen Kreuzzug, die Türken sollten nicht aus Glaubensgründen angegriffen werden. Auf dem 1530 einberufenen Reichstag nach Augsburg wollte man eine gemeinsame Front gegen die Türkenmacht erreichen. Zugunsten dieses Zieles ließ man die geplante Verhandlung gegen den Reformator Luther fallen und vertagte diese nach Worms. In seiner Schrift Vermahnung zum Gebet wider den Türken ging Luther auch auf seine Widersacher Thomas Müntzer und Huldrych Zwingli ein und nannte sie in einem Atemzug mit den Türken „verfluchte böse Sekte und Ketzereien“.
In einem Impulspapier der Konferenz für Islamfragen der Evangelischen Kirche in Deutschland (EKD) befasste man sich mit der „Reformation und Islam“, im Vorwort und im Ausblick heißt es hierzu:

„Was in Wittenberg im Jahr 1517 seinen Anfang nahm, hat nicht nur die Geschichte der Kirchen und des Christentums weit über die Grenzen unseres Landes hinaus geprägt und verändert. Die Reformation ist vielmehr auch Teil der europäischen und der Weltgeschichte geworden. Wenn wir im Jahr 2017 ein halbes Jahrtausend Reformation feiern, dann werden viele zentrale Entwicklungen und Ereignisse dieser bedeutsamen Epoche des 16. Jahrhunderts zur Sprache kommen. Die zehn Jahre der Vorbereitung auf dieses Jubiläum haben mit ihren Themenjahren schon einen Vorgeschmack darauf gegeben, welches Spektrum an Einsichten und Fragen und welche Inhalte hier zu bedenken und zu diskutieren sind, und zwar sowohl national als auch international, sowohl innerkonfessionell als auch ökumenisch und interreligiös (…) Im Dialog mit Musliminnen und Muslimen können evangelische Christinnen und Christen kritisch und positiv äußern, was ihnen Reformation heute bedeutet. Für das dialogische Miteinander von Christen und Muslimen ist das 500-jährige Reformationsjubiläum auch ein Anlass, sich eingehend über theologische Begründungen und Motive zur Begegnung zu verständigen. Die Kammer für Theologie der EKD hat formuliert: »Es bleibt eine zentrale Herausforderung, welche Wege die Kirche im Horizont ihres Verständnisses der Heiligen Schrift und in gegenwärtiger Verantwortung ihrer reformatorischen Bekenntnisse im Dialog der Religionen einschlägt.« Deutlich ist dabei, dass die heutigen Wege von einem erheblich positiveren Verständnis religiöser Vielfalt gekennzeichnet sind, als dies im 16. Jahrhundert und weit darüber hinaus der Fall war.“